# 赵华青
赵华青（1919年—2014年1月15日），山东省茌平县人。中国人民解放军少将。
早年加入山西新军。抗日战争时期，任129师386旅772团政治处主任。第二次国共内战期间，担任晋冀鲁豫野战军四纵十旅二十八团副团长，中原野战军四纵十旅二十八团团长，第二野战军13军37师副师长。1954年赴苏联入伏龙芝军事学院、伏罗希洛夫军事学院学习。回国后任军事科学院战争理论研究部研究员、昆明军区副参谋长，福州军区副参谋长、参谋长、副司令员。1964年晋升为少将军衔。